# Вариация (математика)
Вариация (от лат. variation — перемена, изменение) — термин, введённый в математику Ж. Л. Лагранжем в 1762 году в работе «Essai d’une nouvelle méthode pour déterminer les maxima et les minima des formules intégrates indéfines» для обозначения малого смещения независимого переменного или функционала.
Понятие «вариация» было введено в рамках метода вариаций исследования экстремальных задач, основанного на малых смещениях аргумента и изучения того, как в зависимости от них изменяются функционалы. Этот метод является одним из основных методов при решении задач на экстремум (отсюда и название раздела математики, изучающего данную проблематику — «вариационное исчисление»).

## Связанные определения
Рассмотрим некоторое пространство {\displaystyle X}, на котором задан функционал {\displaystyle f(x)}, и {\displaystyle V} — пространство некоторых параметров. Под вариацией аргумента {\displaystyle x_{0}\in X}, понимают обычно кривую {\displaystyle x(t,v)}, где {\displaystyle \alpha \leqslant t\leqslant \beta } при {\displaystyle \alpha \leqslant 0}, {\displaystyle \beta \geqslant 0} и {\displaystyle v\in V}, в пространстве {\displaystyle X}, проходящую через {\displaystyle x_{0}} в определённой близости от ограничений, причём {\displaystyle x_{0}} соответствует значение {\displaystyle t=0}. Таким образом, когда {\displaystyle v} пробегает множество всех параметров, вариации пробегают определённое семейство кривых, исходящих из точки {\displaystyle x_{0}}.
В конечномерном и бесконечномерном анализе, начиная с первой работы Ж. Лагранжа, обычно применяются вариации по направлениям, когда {\displaystyle V=X} и {\displaystyle x(t,v)=x_{0}+tv}. В этом случае вариацией называется вектор {\displaystyle v}. Но это не единственный случай вариаций, так в геометрии, в вариационном исчислении и в особенности в теории оптимального управления применяются, например, ломаные вариации, игольчатые вариации, вариации, связанные со скользящими режимами.
Выбор пространства вариаций и построение самих вариаций является важнейшим элементом для получения необходимых условий экстремума.